# Efrajim Sneh
Efrajim Sneh, Efrajim Sene (ur. 19 września 1944 w Tel Awiwie) – izraelski polityk, członek Knesetu z ramienia Partii Pracy. Były minister zdrowia, transportu i wiceminister obrony.
Urodził się w Tel Awiwie, jako syn Moszego, późniejszego izraelskiego polityka.
Ukończył studia medyczne na Uniwersytecie Hebrajskim w Jerozolimie, jest specjalistą chorób wewnętrznych. Długoletnią służbę w wojsku zakończył w stopniu generała brygady (alluf), w tym czasie pełnił wiele stanowisk związanych z ochroną zdrowia żołnierzy (m.in. był dowódcą oddziału medycznego podczas operacji odbicia zakładników porwanych przez terrorystów w Entebbe – 1976 r.). Był także szefem administracji cywilnej na Zachodnim Brzegu Jordanu w latach 1985–1987.
Po raz pierwszy wszedł do trzynastego Knesetu, będąc członkiem Partii Pracy. Został wówczas ministrem zdrowia w rządzie Szimona Peresa. W szesnastym Knesecie został przewodniczącym parlamentarnego koła Partii Pracy i Meimadu, a potem wiceministrem obrony (w 1999) oraz ministrem transportu (w 2002 r.).
25 maja 2008 r. obwieścił, że opuszcza Partię Pracy i zakłada własne ugrupowanie – Jisra’el Chazaka. W parlamencie zastąpił go Szachiw Szana’an. Jego nowa partia nie przekroczyła progu wyborczego podczas wyborów w 2009 roku.
Jest żonaty, ma dwójkę dzieci.